# Алберт Ниман (педијатар)
Алберт Ниман (Берлин, 23. фебруар 1880 — Берлин, 22. март 1921) је био немачки лекар. По њему и патологу Лудвигу Пику је названа Ниман-Пикова болест, јер је Алберт Ниман први описао тип А овог обољења 1914. године, док је Пик детаљно описао његову патологију у серији радова током 1930-их.
Алберт Ниман је рођен 1880. године у Берлину. Отац му је својевремено био познати тенор, а мајка глумица. Студирао је медицину на универзитетима у Берлину, Фрајбургу и Стразбуру, а на овом последњем је и дипломирао 1903. године. Стажирао је на медицинској клицици где му је ментор био Ернст Виктор фон Лејден (1832-1910), као и на Институту за патологију болнице Моабит у Берлину. Након тога је радио као асистент на педијатријском одељењу Дома за децу, а 1908. је постао лекар приправник на Универзитетској дечјој клиници. Квалификовао се за предавача на универзитету 1914, а титулу професора је добио 1919. године. Годину дана раније је постављен на место директора Дома за децу у Берлину.
Његова истраживања су се углавном односила на метаболизам у периоду детињства, а своје радове је објављивао у Педијатријском годишњаку, који је на крају и уређивао.
Преминуо је у Берлину 1921. у 41. години живота.